# Bwana Kitoko
Pour plus de détails, voir Fiche technique et Distribution.
Bwana Kitoko (Noble Seigneur) est un film documentaire belge réalisé en 1955 par le réalisateur André Cauvin.
C'est le reportage sur le premier voyage du jeune Roi Baudouin dans un Congo spontané et enthousiaste. Un périple de 10 000 kilomètres, sur des images exaltant aussi les charmes d'une colonie perdue[pourquoi ?]. La musique est de Jean Absil.